# Andrea Segnalini
Andrea Segnalini (Roma, 5 gennaio 1988) è un ex pallavolista italiano.
Ritiratosi nel 2009 per dedicarsi allo studio, giocava nel ruolo di libero.

## Carriera
Iniziò la sua carriera all'età di 12 anni nelle giovanili della formazione romana San Paolo Ostiense. Nel 2004 si spostò a Latina, ingaggiato per far parte del vivaio del Top Volley di Latina. Nella formazione laziale militò per una sola stagione, e nel 2005 il suo cartellino venne acquistato dalla Trentino Volley, che lo inserì nell'organico delle proprie formazioni giovanili.
Dopo un solo anno nel vivaio venne promosso in prima squadra ed esordì in Serie A1; il suo ruolo come vice di Andrea Bari si rese necessario anche a causa dell'infortunio di Dore Della Lunga, permettendo a Segnalini di essere aggregato per tutta la stagione con la prima squadra nonostante continuasse a disputare incontri anche con la principale formazione giovanile. Fu proprio con i giovani che vinse il campionato italiano Under-18.
Nell'estate del 2007 sulla panchina di Trento arrivò il bulgaro Radostin Stojčev, che decise di riconfermarlo nel ruolo di 2º libero. Durante la prima annata della gestione Stojčev conquistò l'unico successo della sua carriera: la vittoria del campionato italiano. Dopo un'altra stagione alle spalle del più esperto Bari, decise di accettare il prestito alla Pallavolo Molfetta, formazione allora militante in Serie B1.
A pochi mesi dall'inizio della sua esperienza pugliese, nel dicembre del 2009, annunciò il suo ritiro dall'attività agonistica. Questa scelta venne presa a causa dell'impossibilità di conciliare impegni universitari e agonistici.

## Palmarès

### Club
- Campionato italiano: 1

2007-08